# Hammer Bärnau

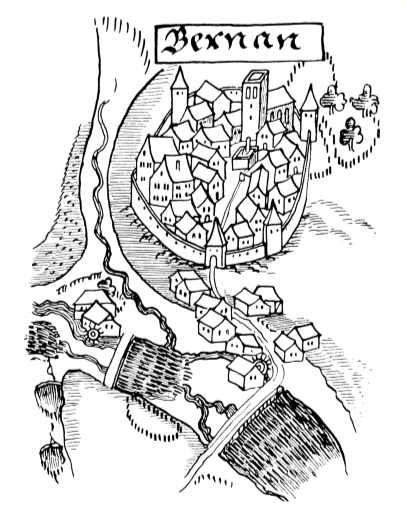
Eisenhammer von Bärnau (unten rechts) nach einer Karte des Christoph Vogel um 1600

Der Hammer Bärnau ist ein Eisenhammer, der sich im Süden der Oberpfälzer Stadt Bärnau außerhalb der Stadtmauer befand. Er wurde vom Wasser der Tirschenreuther Waldnaab betrieben.

## Geschichte
Dieser Eisenhammer wird angeblich bereits bei der Oberpfälzer Hammereinigung von 1387 genannt („Chünrad Grieb mit dem hamer zu Pernaw“), nach einer anderen Quelle besteht er aber erst seit 1455. Er lag an der Goldenen Straße, die über den bei dem Werk gelegenen „Hammerdamm“ (heute Naaber Straße) zum unteren Tor der Stadt führte. Das Erz wurde aus Waldershof bezogen, das produzierte Eisen wurde nach Böhmen und in die engere Umgebung verkauft. Der Hammer war vor Beginn des Dreißigjährigen Krieges noch in Betrieb.
Aus einem Bericht des Johann German Barbing an den Kurfürsten Ferdinand Maria vom 16. Januar 1666 heißt es zum Hammer im Pflegamt Bärnau: „Im Pflegamt B. ist nicht mehr als ein Hammer, welcher von Andreas Hausner bewohnt und ‚besitzt‘ wird; aber wegen weiter Zufuhr und schlechten Vermögens (des Besitzers) wird kein ‚Eisenärzt‘ sondern mehrenteils altes Eisen und was die Bauern selbst zutragen, geschmelzt.“
Um 1630 wird hier ein Hammer angeführt, der aber demoliert sei und als Mühle fortgeführt wird.